# 조선배우학교
조선배우학교(朝鮮俳優學校)는 일제강점기에 배우 양성을 위해 설립된 학교이다. 한국 최초의 연기자 양성 기관으로 꼽힌다.

## 개요
신극 운동의 선구자인 연극계의 현철이 영화 감독 이구영과 함께 1924년 11월에 설립했다. 연극 관련 과목은 현철이, 영화 관련 과목은 이구영이 담당하여 배우를 양성했다.
단성사와의 합작 영화 《숙영낭자전》 제작 과정에서 현철과 이구영이 갈등을 일으키면서 1926년에 해체되었다. 한국 예술계의 주요 인력이 이 곳에서 배출되어, 한국의 근대예술사에서 의미 있는 역할을 했다.

## 위치와 교육 과정
학교 사무소의 첫 위치는 현재의 서울 종로구인 경성부 와룡동이었다. 3월에는 창신동으로 이전했고, 8월에 다시 원동으로 옮겨 확장했다. 교육 기간은 1년이며 수업료는 3원이었다. 제1기 교육생은 12명이 입학했다.
기초이론을 배우는 보통과와 실기 중심의 고등과로 분리하여 운영했다. 보통과에서는 예술개론을 비롯한 연극과 영화의 기초이론을 가르쳤고, 고등과 과목에는 미학, 비평, 무용, 분장술 등이 포함되어 있었다.
박제행, 김아부, 서월영, 왕평, 양백명, 복혜숙, 이금룡, 정암 등이 이 학교의 제1기 교육생이다. 이 가운데는 졸업하지 못하고 중퇴한 경우도 있었다.
조선배우학교는 1925년 9월에 헨리크 입센의 《인형의 집》을 공연하였고, 복혜숙이 주인공 노라 역할을 맡아 호평을 받았다. 안톤 체호프의 《곰》과 《개》도 공연했으며, 이반 투르게네프의 《하룻밤 앞》은 공연을 계획했다가 해체되었다.

## 참고자료
- 강옥희,이영미,이순진,이승희 (2006년 12월 15일). 《식민지시대 대중예술인 사전》. 서울: 소도. 352~353쪽쪽. ISBN 9788990626264.